# Jan Zápolya
Jan Zápolya (węg. Szapolyai János) (ur. 2 lutego 1487 na Zamku Spiskim, zm. 22 lipca 1540 w Szászebes) – król Węgier od 1526, przywódca stronnictwa antyhabsburskiego na Węgrzech.

## Życiorys
Był najstarszym dzieckiem Stefana Zápolyi i Jadwigi cieszyńskiej; bratem Jerzego, Barbary i Magdaleny. Po śmierci ojca (1499) otrzymał godność żupana spiskiego. Był wojewodą siedmiogrodzkim od 1511 roku i banem komitatu Szörény.
W 1526 roku, po śmierci Ludwika II Jagiellończyka w bitwie pod Mohaczem, został wybrany na króla Węgier przez zgromadzenia szlacheckie w Tokaju (X 1526) i w Székesfehérvárze (XI 1526). W grudniu jednak magnaci pod wodzą rodu Frangepán obwołali w Cetinie królem arcyksięcia Austrii Ferdynanda Habsburga, młodszego brata cesarza Karola V. W zamku kamienieckim w Odrzykoniu 12 marca 1528 roku hetman polny koronny Marcin Kamieniecki podejmował wygnanego z Węgier króla Jana Zapolyę po zatargach w wojnie domowej ze stronnikami Habsburgów na Węgrzech. Wysyłał z Odrzykonia listy zapraszające polskich magnatów na sejmik do Tarnowa, na którym liczył otrzymać poparcie w walce o tron i uzyskał głosy ich samych oraz Sulejmana I. W 1528 Jan Amor Tarnowski udzielił mu półrocznej gościny na swym zamku w Tarnowie.
W 1539 r. poślubił Izabelę Jagiellonkę. Ojciec Jana II Zygmunta Zapolyi. Zmarł tydzień po narodzeniu syna, 22 lipca 1540 roku.

## Drzewo genealogiczne
| 4. Władysław Zápolya |  |                   |  |  |                |
|                      |  | 2. Stefan Zápolya |  |  |                |
| 5. Dorota            |  |                   |  |  |                |
|                      |  |                   |  |  | 1. Jan Zápolya |
| 6. Przemysław II     |  |                   |  |  |                |
|                      |  | 3. Jadwiga        |  |  |                |
| 7. Anna              |  |                   |  |  |                |
|                      |  |                   |  |  |                |